# Пупков Олег Миколайович
Оле́г Микола́йович Пупко́в — солдат Збройних сил України, учасник російсько-української війни.

## Бойовий шлях
У складі групи був направлений під Донецький аеропорт — для слідкування за безпекою повітряного простору. У часі загострення боїв поступив наказ — евакуювати техніку повітряних сил, аби терористи її не захопили, зголосилися добровольці, серед яких був і прапорщик Максим Гриценко. До місця призначення — за 70 кілометрів — виїхали автомобілем КрАЗ-255, дорогою їх обстрілювали терористи, необхідно було вивезти КрАЗ та 2 «Урали». Дорогою назад колону з 15 автомобілів знову обстрілювали терористи — протягом 4 кілометрів, перебували в посадках на відстані до 200 метрів від дороги. Поцілили лише по автомобілю солдата Олега Пупкова, який їхав передостаннім. Сержант Олександр Крилов зупинив автомобіль. ЗІЛ, що їхав останнім та прикривав їх, зупинився на кілька секунд біля підбитого КрАЗа та підібрав вояків. Однак вже через 300 метрів терористи підбили й ЗІЛ, який на той час відстав від колони. Вистрибнувши, пробиралися посадкою під кулями, групу вів старшина, що мав досвід війни в Афганістані. Група пройшла 10 км до безпечної зони під обстрілом.
Загалом група добровольців внаслідок рейду змогла евакуювати 50 українських вояків.

## Нагороди
За особисту мужність і героїзм, виявлені у захисті державного суверенітету та територіальної цілісності України, вірність військовій присязі під час російсько-української війни нагороджений орденом «За мужність» III ступеня (27.11.2014).